# Cyathocalyx globosus
Cyathocalyx globosus är en kirimojaväxtart som beskrevs av Elmer Drew Merrill. Cyathocalyx globosus ingår i släktet Cyathocalyx, och familjen kirimojaväxter. Inga underarter finns listade i Catalogue of Life.